# Cascos de Acero
Los Cascos de Acero, oficialmente Stahlhelm, Bund der Frontsoldaten ("Casco de Acero, Liga de Soldados del Frente") y también conocidos de forma abreviada como Der Stahlhelm, fue una de las muchas organizaciones paramilitares que surgieron tras la derrota de Alemania en la Primera Guerra Mundial. En los días finales de la República de Weimar estuvo al servicio del Partido Nacional del Pueblo Alemán (DNVP). Terminó siendo absorbida por las SA. La organización tomó su nombre del Stahlhelm, el simbólico casco de combate alemán introducido durante la Primera Guerra Mundial.

## Historia

### República de Weimar
Los Cascos de Acero fueron fundados el 13 de noviembre de 1918 por el industrial y antiguo oficial de la reserva del Ejército alemán, Franz Seldte,  en la ciudad de Magdeburgo (Prusia). Por el Tratado de Versalles el nuevo ejército alemán, el Reichswehr, quedaba limitado a 100.000 soldados. Los Cascos de Acero, así como los Freikorps surgidos durante la Revolución de 1918-1919, sirvieron al Estado alemán como fuerza militar de reserva clandestina.  
La organización fue desde un principio punto de encuentro de revanchistas y nacionalistas contrarios a la República de Weimar y partidarios de la época Imperial, convencidos de la llamada puñalada por la espalda. Su revista, Der Stahlhelm, fue editada por el conde Hans-Jürgen von Blumenthal, más tarde ahorcado por participar en el Golpe del 20 de julio de 1944. La organización estaba financiada por industriales, empresarios y terratenientes (Junker). Su principal función durante los primeros años fue la de proporcionar ayuda económica a los veteranos de guerra que estaban pasando por malos momentos económicos.
Tras el fracaso del golpe de Kapp de 1920, la asociación ganó afiliados debido a que muchos de los miembros de los Freikorps pasaron a sus filas tras ser estos disueltos. En 1923 Theodor Duesterberg, político que acababa de abandonar el DNVP tras varios enfrentamientos con sus jefes, entra en los Cascos de Acero y comparte y lucha con Seldte por el liderazgo de la organización. Desde 1924 empezaron a entrar en la asociación soldados veteranos con experiencia en combate, así como reclutas que habían cumplido el servicio militar; los Cascos de Acero se convertían así en un verdadero ejército de reserva, llegando a alcanzar los 500.000 efectivos en 1930, por lo que eran la fuerza paramilitar más importante de la República de Weimar. 
Durante la década de 1920, la asociación recibió el apoyo político de la Italia fascista de Mussolini.
Aunque los Cascos de Acero eran oficialmente una organización independiente de los partidos políticos, que estaba “por encima de la política”, sus afinidades con la derecha dura se hicieron más patentes a partir de mediados de la década de 1920, en la que adoptaron una posición más radical, prohibiendo, por ejemplo, el ingreso de excombatientes judíos. Sus objetivos eran instaurar una dictadura en Alemania y seguir un programa revanchista que acabase con las limitaciones del Tratado de Versalles. Organizaban desfiles militares y se enzarzaban en peleas callejeras con grupos rivales. Si bien tenían muchos puntos en común con el Partido Nazi (NSDAP), querían ser definidos como «fascistas alemanes» y diferenciados de aquellos. 

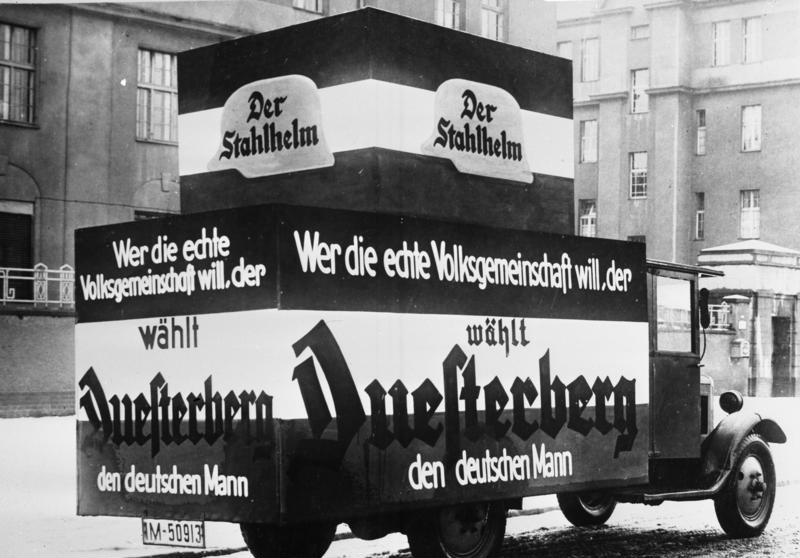
Camión con propaganda electoral del Stahlhelm, durante las Elecciones presidenciales de 1932.

En 1929 los Cascos de Acero apoyaron la iniciativa del DNVP de Alfred Hugenberg, que contaba también con el apoyo de los nazis, de convocar un referéndum para aceptar o no el Plan Young que hacía referencia a las reparaciones alemanas por la Primera Guerra Mundial. Dicha iniciativa fracasó, pero supuso un acercamiento entre los distintos partidos de derechas. En las elecciones presidenciales de Alemania de 1932, los Cascos de Acero apoyaron a Hugenberg frente a Hindenburg, Hitler y Ernst Thälmann, que consiguió el 6,8% de los votos. Tras el fracaso de Hugenberg en las presidenciales, muchos de los miembros de los Cascos de Acero pidieron que la asociación volviera a sus orígenes, dedicándose a la ayuda social, a la instrucción militar y a servir, en caso de guerra, de ejército de reserva, y dejara la política. Pero ya era tarde, y Seldte colaboró en la conspiración contra el canciller Schleicher de principios de 1933.
Los Cascos de Acero vestían una camisa verde, siendo apodados por los nazis como "los lecheros", debido a la existencia de unos repartidores de leche de una empresa de Berlín que iban con delantales verdes.

### Los nazis en el poder
Tras la llegada al poder de Hitler el 30 de enero de 1933, los nazis intentaron fusionar a los Cascos de Acero con las SA. Para atraerse a dicha asociación, Franz Seldte fue designado Ministro de Trabajo del nuevo gobierno de Hitler, quedando fuera Duesterberg, que tenía ascendencia judía.
El 22 de febrero los Cascos de Acero, subordinados a las SA y a las SS, ejercieron de policía auxiliar a instancias del ministro del Interior de Prusia Herman Göring.  Los Cascos de Acero, sin embargo, trataron de diferenciarse de los nazis y se presentaron a las elecciones del 5 de marzo de 1933 con el DNVP y la Liga Agrícola en una coalición llamada «Kampffront Schwarz-Weiß-Rot» (Frente de Lucha Negro-Blanco-Rojo), llegando a conseguir un 8% de los votos. El 27 de marzo de 1933, las SA asaltan a los miembros de los Cascos de Acero en Brunswick con la intención de desarmarlos, ya que un líder de los Cascos de Acero estaban intentando que se unieran a la Reichsbanner. Por parte de los nazis, y sobre todo por su ministro Klagges Dietrich, se inició en este periodo una fuerte presión sobre los Cascos de Acero, llamada Stahlhelm Putsch, debido a la desconfianza que tenían por el carácter monárquico de la asociación. El 26 de abril de 1933, Seldte entró en el NSDAP y en agosto de 1933 en las SA con el rango de Obergruppenführer. El ingreso de Seldte se realizó tras prolongadas negociaciones, dejando a la organización Cascos de Acero bajo el mando de Hitler, aunque con la garantía de que permanecería como organización autónoma de veteranos de guerra. Duesterberg, entre otros, se opuso a esta decisión, y fue depuesto. A finales de mayo de 1933 Hitler acusó, con razón, de la infiltración de comunistas y socialdemócratas en los Cascos de Acero tras la prohibición de las organizaciones paramilitares de izquierdas. Se consiguió así una excusa para incorporar a los Cascos de Acero en las SA, aunque todavía mantuvieron cierta autonomía.
Durante la llamada Gleichschaltung, los nazis lograron integrar en 1934 a los Cascos de Acero en su organización: la asociación fue renombrada como Nationalsozialistischer Deutscher Frontkämpferbund (Liga de Combatientes del Frente Alemán Nacionalsocialista) y la mayoría de sus miembros se fusionó con las SA. El 7 de noviembre de 1935, Hitler terminó por disolver las últimas unidades veteranas de la Frontkämpferbund. Duesterberg, rival de Seldte, fue internado en el campo de concentración de Dachau en la Noche de los Cuchillos Largos de julio de 1934, pero fue liberado poco después.

### A partir de 1945
En 1951 se creó en Colonia (en la entonces Alemania occidental) una organización sucesora de la Stahlhelm. En 1952 el mariscal de campo Albert Kesselring, aún en prisión, fue elegido como líder federal, cargo que mantuvo hasta su muerte en 1960. Su ideología fue adoptada por grupos neonazis y de extrema derecha. Actualmente siguen existiendo varias asociaciones regionales, pero sin ninguna fuerza política.